# Giuseppe Consul
Giuseppe Consul (... – Torino, 11 maggio 1867) è stato un impresario teatrale e mecenate italiano.

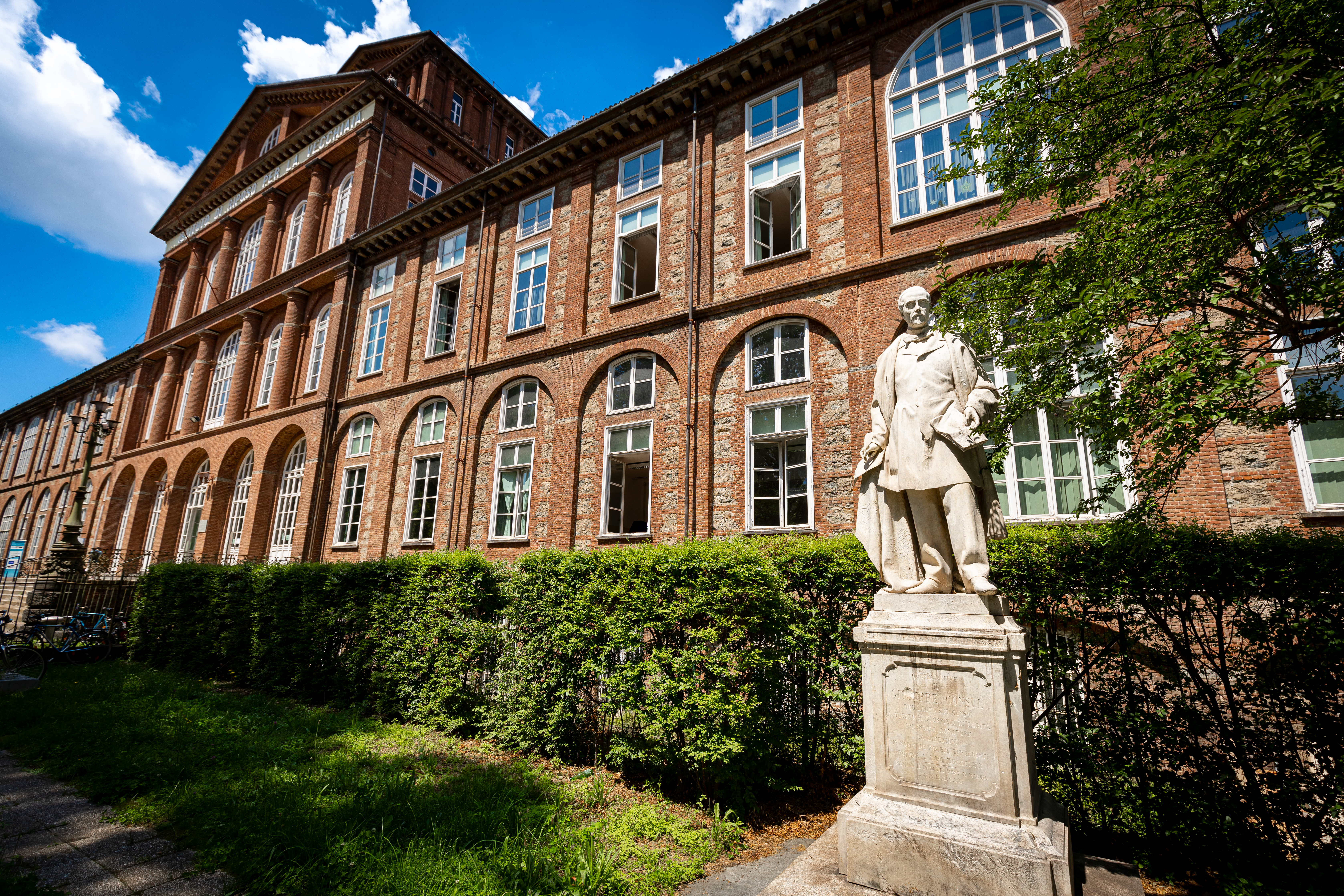
Statua di Giuseppe Consul - Istituto di Riposo per la Vecchiaia di Torino

Giuseppe Consul fu impresario del Teatro Regio di Torino dal 1821 al 1824, quando il Teatro rientrò in possesso dei Savoia a causa della Restaurazione, e dal 1833 al 1836, con l'avvento al Trono di Carlo Alberto .
Alla sua morte, avvenuta l'11 maggio 1867, lasciò disposizioni per un ingente lascito al Regio Ospizio di Carità  in contrada di Po, diretto in quegli anni da Napoleone Leumann e che progettava una nuova sede più ampia capace di ospitare almeno duemila persone. L'ospizio ritenne di doverlo ricordare erigendogli una statua da porre all'ingresso della sede. Lo scultore Tancredi Rolle offrì un busto in gesso del defunto, attualmente disperso, mentre la maschera funeraria fu levata dallo scultore Angelo Bruneri .
La statua che lo raffigura venne commissionata allo scultore Pietro della Vedova, fu pagata nel mese di ottobre dell'anno 1868 e inaugurata nel 1883. Il personaggio è rappresentato a figura intera. La figura è scolpita frontalmente. Porta i capelli lisci, pettinati con scriminatura laterale; baffi rivolti verso il basso e barba rada. Indossa un lungo soprabito aperto, con ampi revers, sotto il quale si vedono una giacca abbottonata, camicia con collo alto e cravatta annodata a fiocco. I lunghi pantaloni diritti coprono parzialmente le scarpe. Una mano tiene alcuni fogli piegati, l'altra la penna d'oca . Durante gli ultimi giorni di luglio dell'anno 1888, con l'aiuto dello scultore Arturo Rossi, la statua fu trasportata nella sede attuale, il Regio Istituto di Riposo per la Vecchiaia (ora sede universitaria), unitamente alla relativa lapide che recita: " QUESTA EFFIGIE/ DI/ GIUSEPPE CONSUL/ DEL LAUTO CENSO/ A . QUESTO R. G. OSPIZIO DI CARITA'/ SPLENDIDO DONATORE/ LA DIREZIONE/ IN NOME DE POVERI BENEFICIATI/ PONEVA L'ANNO MDCCCLXIX" .
Una targa posta dal Comune di Torino ricorda la casa natale del mecenate in Via Mazzini.